# Fidel Aguilar i Marcó
Fidel Aguilar i Marcó (Girona, 20 de juliol de 1894 - Girona, 21 de febrer de 1917) va ser un precoç escultor gironí que tot i morir amb només 22 anys va aconseguir un cert reconeixement en el seu camp.
Va néixer al carrer de la Cort Reial de Girona, encara que més tard es traslladaria juntament amb la seva família al carrer de la Força de la mateixa ciutat. El 1905, es feu seminarista a petició de sons pares encara que ho deixà per falta de vocació. A partir d'aquell moment s'interessà per la talla en fusta, convertint-la en la seva professió. Assistí a classes a l'Escola de Belles Arts de Girona durant un temps, encara que es va caracteritzar per ser un artista autodidacta.
Després d'uns anys treballant com a tallista en un taller, el 1909, quan tan sols tenia 15 anys, decidí obrir, juntament amb un company, un taller propi de tallista de mobles per encàrrec i restauració ; poc després, va seguir en solitari. Durant aquella època aprofitava el seu temps lliure per fer dibuixos, esbossos en fang, petites talles de fusta. Més tard, s'acostà a l'art de la pedra.

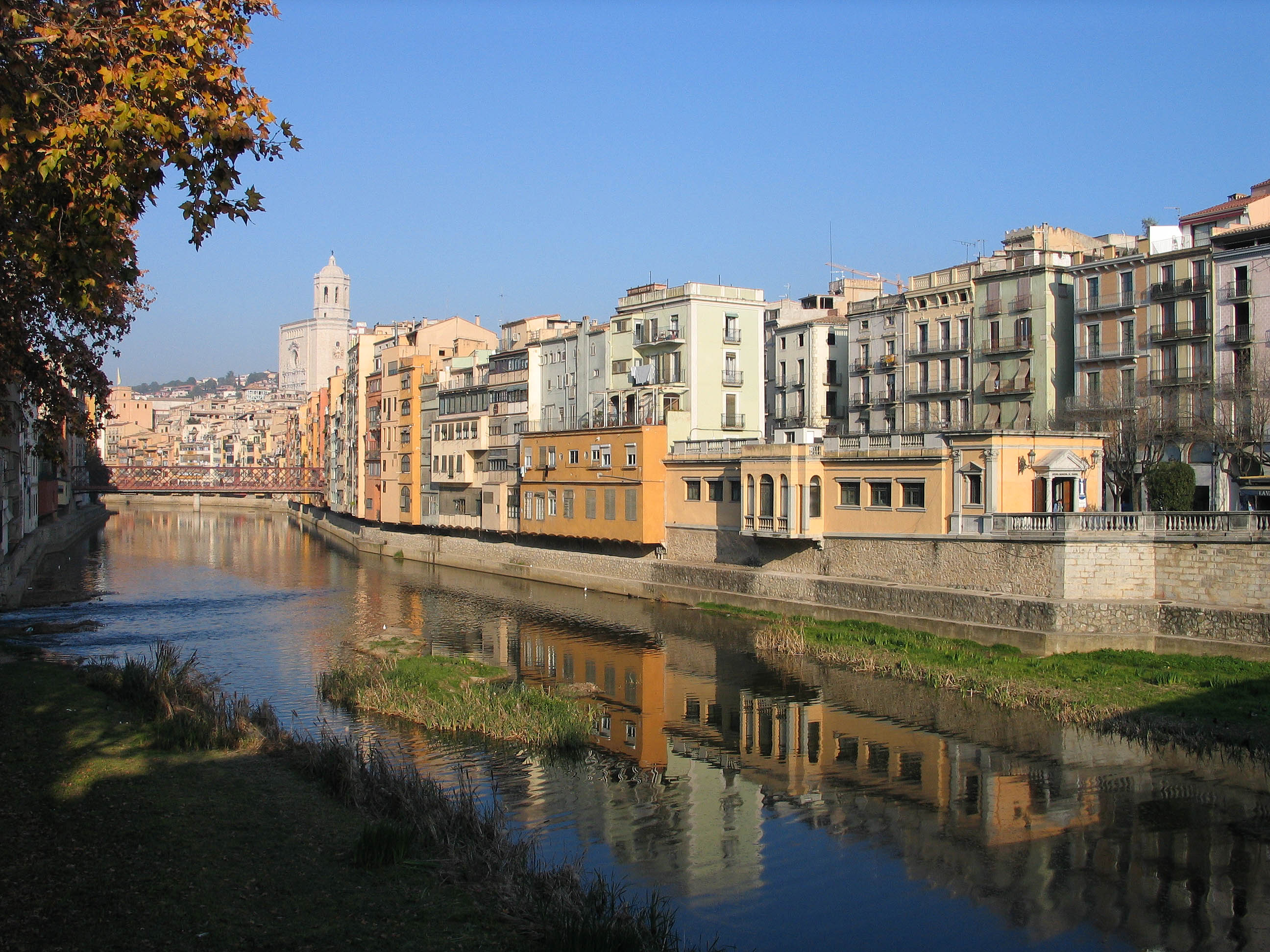
Girona, amb l'edifici de la Sala Fidel Aguilar en primer pla

Cap a l'any 1914, va conèixer Xavier Monsalvatje i Rafael Masó, en el context d' Athenea, un dels focus difusors del pensament noucentista gironí. Ell l'encoratjarien a seguir amb la seva creació artística, tot promocionant la seva obra. A partir del 1915, dugué a terme diversos projectes en col·laboració amb l'arquitecte Rafael Masó, com uns mobles per a la Casa Ensesa de Girona o relleus per a la Casa Casas.
L'any 1916, va decidir traslladar-se a Barcelona per ampliar horitzons i dedicar-se més profundament a l'art de la pedra, tanmateix, pocs dies després hagué de tornar a Girona al caure malalt.
| « | L'objecte predilecte de les meves aficions és poder treballar en pedra. […] Jo vull ser, treballar, córrer, ser home, formar-me en el meu art, adquirir una suma de coneixements, ampliar els meus horitzons... | » |

Morí sobtadament el 1917 a Girona, a causa d'una perforació d'estómac.
El 1976 una de les Sales Municipals d'Exposicions de Girona va ser batejada amb el nom de l'escultor, en el marc de reivindicació de la seva figura artística iniciada en la dècada del 1970.
A la Fundació Rafael Masó de Girona i al Museu Abelló de Mollet del Vallès es conserven diverses obres de l'escultor.

## Obra

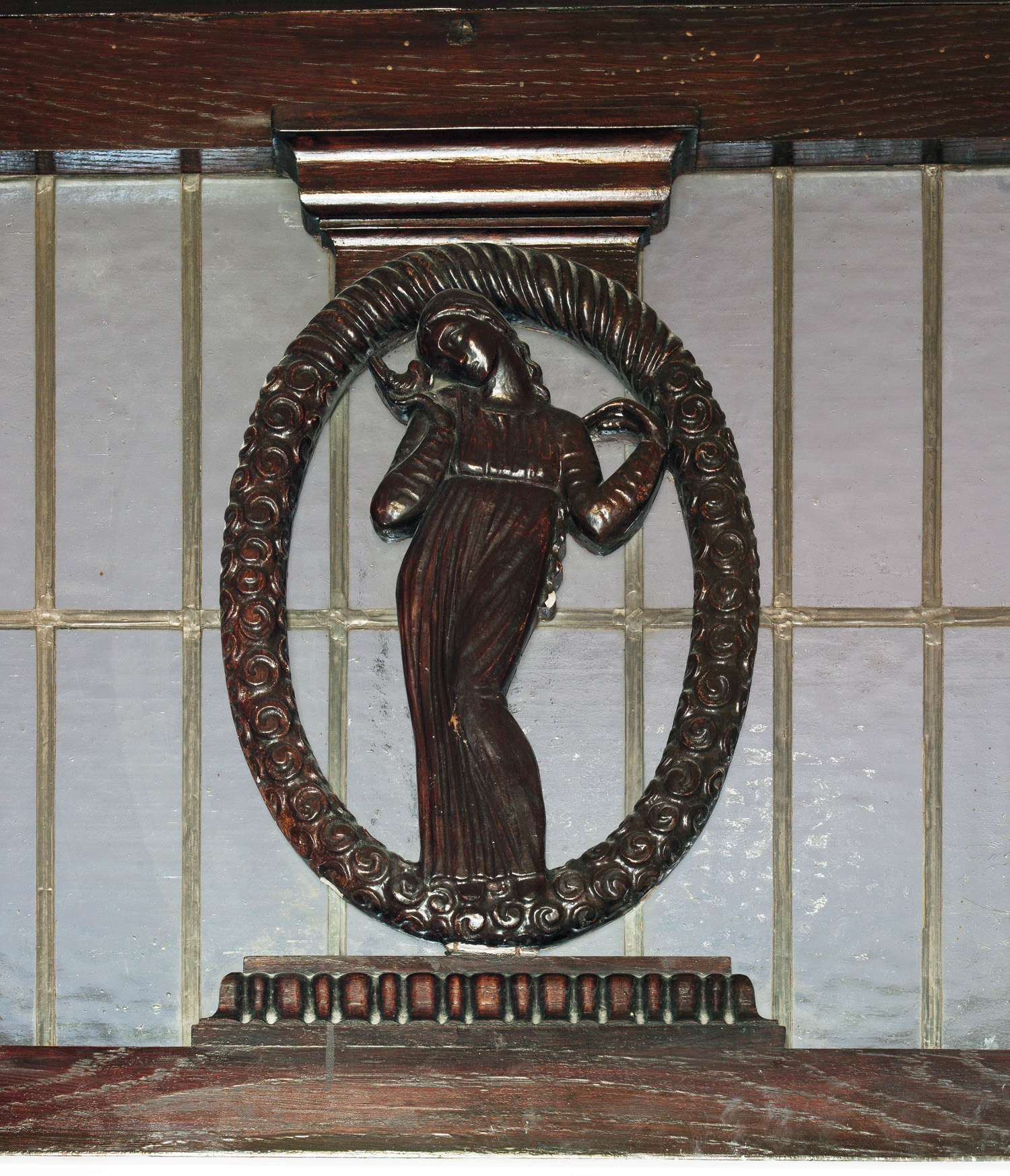
Fidel Aguilar. Figura femenina amb ocell dins una garlanda. c.1916. Fundació Rafael Masó

- Fidel Aguilar. Figura femenina amb ocell dins una garlanda. c.1916. Fundació Rafael MasóCap de dona (Fidel Aguilar)
- Figura femenina amb ocell, dins una garlanda